# Lista dyrektorów generalnych CERN
Dyrektorzy generalni CERN wybierani są na 5 lat. Okres ich urzędowania zaczyna się 1 stycznia. W latach 70. XX wieku CERN posiadał dwóch współdyrektorów generalnych.
- 1952–1954: Edoardo Amaldi
- 1954–1955: Felix Bloch
- 1955–1960: Cornelis Bakker
- 1960–1961: John Adams (p.o.)
- 1961–1965: Victor Frederik Weisskopf
- 1966–1970: Bernard Gregory(inne języki)
- 1971–1975: Willibald Jentschke(inne języki) oraz John Adams
- 1976–1980: Léon van Hove(inne języki)
- 1981–1988: Herwig Schopper(inne języki)
- 1989–1993: Carlo Rubbia
- 1994–1998: Christopher Llewellyn Smith(inne języki)
- 1999–2003: Luciano Maiani(inne języki)
- 2004–2008: Robert Aymar(inne języki)
- 2009–2015: Rolf-Dieter Heuer
- od 2016: Fabiola Gianotti(inne języki)[1]